# Прокляття Франкенштейна
Прокляття Франкенштейна (англ. The Curse of Frankenstein) — англійський фільм жахів 1957 року. Знятий в Англії по мотивам книги Франкенштейн. Фільм має іще 6 продовженнь студії Хаммер.

## Сюжет
Засуджений до смерті, барон Франкенштейн вимагає щоб до нього привели священика і розповідає йому свою історію. Після смерті своїх батьків, коли був ще юнаком, він успадкував їхнє майно і став жити у швейцарському селі. Віктор Франкенштейн влаштувався працювати до професора Пола Кремпа. Разом вони проводили численні експерименти і одного разу їм вдалося оживити мертву собаку. Ставши дорослим, Франкенштейн уже знав, що його життя буде присвячена науці. У нього з'явилася амбітна ідея створити живу істоту з органів померлих людей.

## У ролях
| Актор           | Роль                |
| --------------- | ------------------- |
| Пітер Кашинг    | Віктор Франкенштейн |
| Хейзел Корт     | Елізабет            |
| Роберт Еркарт   | Пол Кремп           |
| Крістофер Лі    | Істота              |
| Мелвін Хейс     | молодий Віктор      |
| Валері Гонт     | Жюстін              |
| Пол Хардмут     | професор Бернштейн  |
| Ноель Худ       | тітка               |
| Фред Джонсон    | дідусь              |
| Клод Кінгстон   | хлопчик             |
| Алекс Галлер    | священик            |
| Майкл Малкастер | тюремник            |
| Ендрю Лі        | бургомістр          |
| Енн Блейк       | дружина             |
| Селлі Волш      | молода Елізабет     |
| Міддлтон Вудс   | викладач            |
| Реймонд Рей     | дядько              |